# Didar Sydykbek
Didar Bakytbekuły Sydykbek (kaz. Дидар Бақытбекұлы Сыдықбек, ur. 6 lutego 1993 w Astanie) – kazachski piłkarz, występujący na pozycji skrzydłowego. W trakcie swojej kariery reprezentował między innymi Aktöbe FK, Żengys Astana, czy SD Family Astana, której jest założycielem. Od jego nazwiska nazwano stadion SD Family Astana - Sydykbek Arena.